# RAC Tourist Trophy 1965

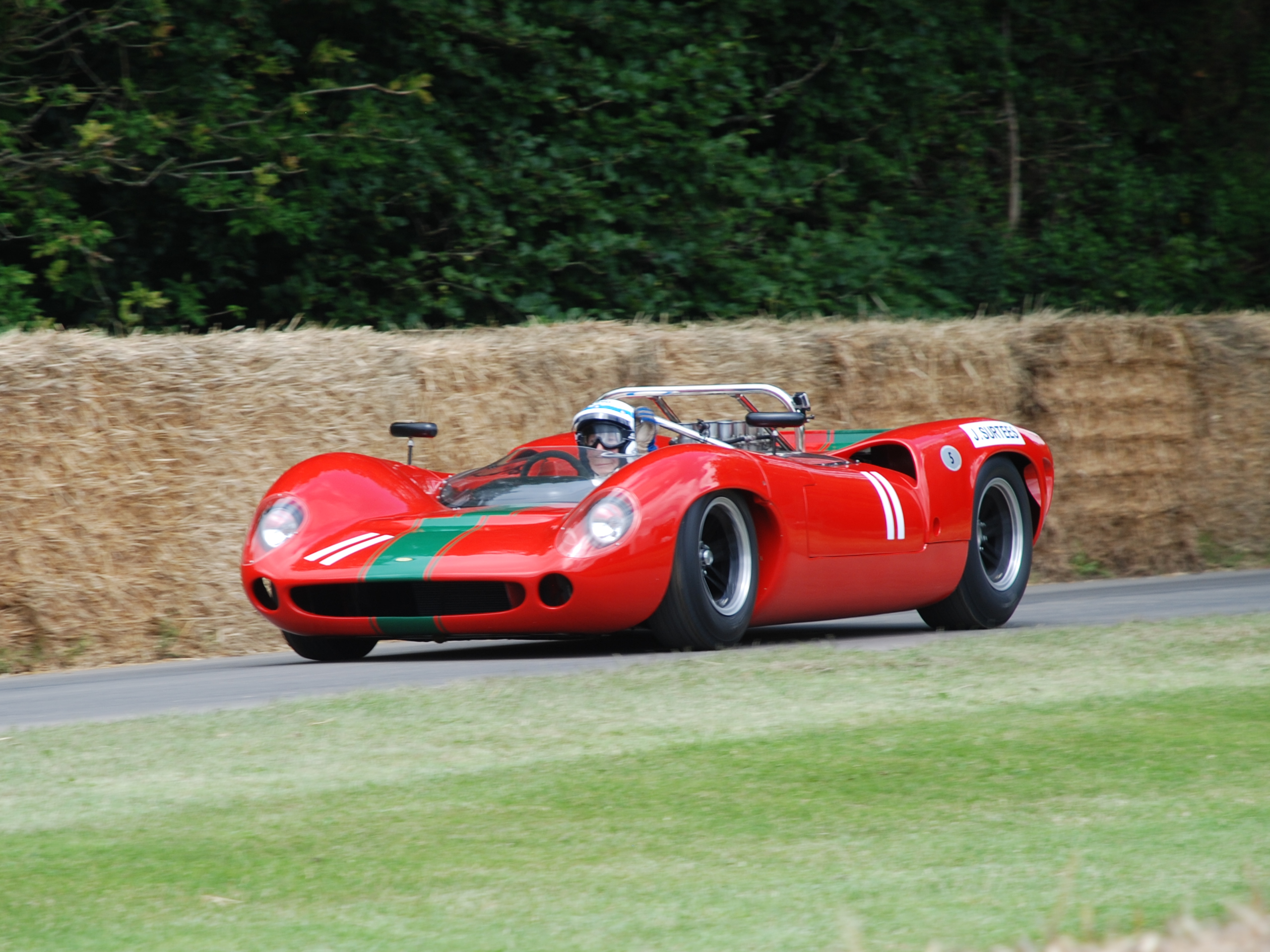
Der Trainingsschnellste John Surtees noch einmal im Lola T70 Spyder. Hier beim Goodwood Festival of Speed 2016

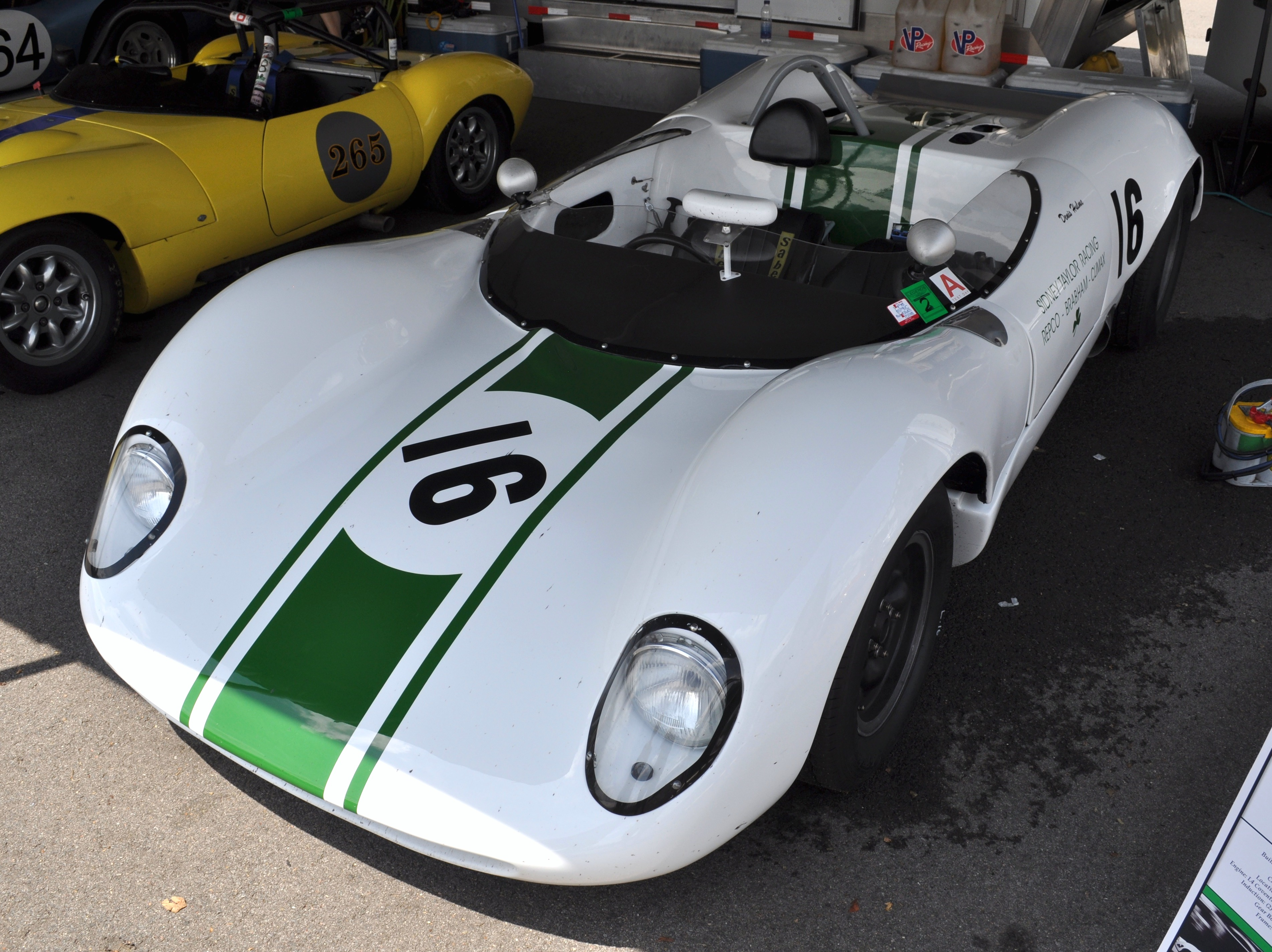
Brabham BT8

Die 30. RAC Tourist Trophy auch,  R.A.C. International Tourist Trophy Race with the Senior Service Trophy, Oulton Park, fand am 1. Mai 1965 im Oulton Park statt und war der sechste Wertungslauf der Sportwagen-Weltmeisterschaft dieses Jahres.

## Vor dem Rennen
Vor dem Start der Tourist Trophy kamen 1965 bereits fünf Wertungsläufe der Weltmeisterschaft zur Austragung. Die Saisoneröffnung, das 2000-km-Rennen von Daytona, gewannen Ken Miles und Lloyd Ruby auf einem Ford GT40. Es war der erste Rennerfolg des GT40 in der Sportwagen-Weltmeisterschaft. Das folgende 12-Stunden-Rennen von Sebring endete mit dem Erfolg von Jim Hall und Hap Sharp im Chaparral 2A. Nach den beiden GT-Rennen, der Coppa Bologna und dem 3-Stunden-Rennen von Monza, gewannen Mike Parkes und Jean Guichet im Werks- Ferrari 275P2 das 1000-km-Rennen von Monza.

## Das Rennen
1965 wechselte der Veranstalter der RAC Tourist Trophy und das Rennen bekam einen neuen Austragungsort. Nach den Jahren auf dem Goodwood Circuit fand die Trophy 1965 im Oulton Park statt. Die 1953 eröffnete Rennbahn war 4,334 km lang und lag in einem Park bei Cheshire. 1965 wurde die Trophy in zwei Läufen à zwei Stunden ausgefahren. Die Rennzeiten der beiden Läufe wurden zu einem Gesamtergebnis addiert.
Die beste Trainingszeit erzielte John Surtees auf einem Lola T70 Spyder mit V8-Chevrolet-Motor. Im Rennen fiel der Wagen schon im ersten Lauf nach einem Lenkungsdefekt aus. Den ersten Wertungslauf beendete Denny Hulme auf einem Brabham BT8 als Erster. Der dabei herausgefahrene Vorsprung war so groß, dass dem Neuseeländer im zweiten Lauf ein zweiter Rang zum Gesamtsieg reichte. Hinter ihm platzierte sich David Hobbs im Lola T70, der den zweiten Lauf für sich entschied, in der Addition aber einen Rückstand von einer Runde hatte. Dritter wurde David Piper im Ferrari 250LM. Die GT-Klasse gewann John Whitmore auf einem Shelby Cobra Roadster, der im Gesamtklassement Vierter wurde.

## Ergebnisse

### Schlussklassement
| 1               | SR/P + 1.6 | 16 | Sid Taylor Racing            | Denis Hulme                   | Brabham BT8                 | 138 |
| 2               | SP/R + 1.6 | 2  | Harold Young                 | David Hobbs                   | Lola T70 Spyder             | 137 |
| 3               | SP/R + 1.6 | 14 | David Piper Auto Racing Team | David Piper                   | Ferrari 250LM               | 133 |
| 4               | GT + 2.0   | 21 | Alan Mann Racing Team        | John Whitmore                 | Shelby Cobra Roadster       | 130 |
| 5               | GT + 2.0   | 28 | Peter Sutcliffe              | Peter Sutcliffe               | Ferrari 250 GTO             | 130 |
| 6               | GT + 2.0   | 25 | Radford Racing               | Allen Grant                   | Shelby Cobra Roadster       | 128 |
| 7               | GT + 2.0   | 22 | Alan Mann Racing Team        | Jack Sears                    | Shelby Cobra Daytona Coupe  | 127 |
| 8               | GT + 2.0   | 26 | Radford Racing               | Neil Dangerfield John Sparrow | Shelby Cobra Roadster       | 126 |
| 9               | SR/P + 1.6 | 6  | David Prophet Racing         | David Prophet                 | Lotus 30                    | 122 |
| 10              | GT + 2.0   | 23 | John Willment Automobiles    | Frank Gardner                 | Shelby Cobra Willment Coupe | 119 |
| 11              | GT + 2.0   | 31 | Red Rose Motors              | Richard Bond                  | Jaguar E-Type Lightweight   | 107 |
| 12              | SR/P + 1.6 | 11 | John Coundley                | John Coundley                 | McLaren Elva Mark I         | 101 |
| Ausgefallen     |            |    |                              |                               |                             |     |
| 13              | GT + 2.0   | 30 | Dick Protheroe               | David Wansborough             | Jaguar E-Type Lightweight   | 117 |
| 14              | GT + 2.0   | 27 | John Danway Racing           | Mike Salmon                   | Ferrari 250 GTO/64          | 114 |
| 15              | SR/P + 1.6 | 4  | Team Lotus                   | Jim Clark                     | Lotus 30                    | 102 |
| 16              | SR/P + 1.6 | 8  | Chris Williams               | Chris Williams                | Lotus 23                    | 81  |
| 17              | SR/P + 1.6 | 17 | Celerity Incorporated        | Tommy Hitchcock               | Brabham BT8                 | 72  |
| 18              | SR/P + 1.6 | 7  | Victor Wilson                | Victor Wilson                 | Lotus 30                    | 68  |
| 19              | SR/P + 1.6 | 10 | Bruce McLaren Motor Racing   | Chris Amon                    | Elva Mk.8                   | 60  |
| 20              | SR/P + 1.6 | 9  | Bruce McLaren Motor Racing   | Bruce McLaren                 | McLaren Elva Mark I         | 30  |
| 21              | GT + 2.0   | 24 | The Chequered Flag           | Roger Mac                     | Shelby Cobra Roadster       | 29  |
| 22              | SR/P + 1.6 | 19 | Weybridge Engineering        | Tony Lanfranchi               | Attila Mk 3                 | 19  |
| 23              | SR/P + 1.6 | 1  | Lola Cars Team Surtees       | John Surtees                  | Lola T70 Spyder             | 13  |
| 24              | SR/P + 1.6 | 3  | Hugh Dibley                  | Hugh Dibley                   | Lola T70 Spyder             | 13  |
| Nicht gestartet |            |    |                              |                               |                             |     |
| 25              | SR/P + 1.6 | 15 | Roger Nathan                 | Roger Nathan                  | Brabham BT8                 | 1   |

1 Kupplungsschaden vor dem Start

### Nur in der Meldeliste
Hier finden sich Teams, Fahrer und Fahrzeuge, die ursprünglich für das Rennen gemeldet waren, aber aus den unterschiedlichsten Gründen daran nicht teilnahmen.
| Pos. | Klasse     | Nr. | Team                      | Fahrer                  | Chassis                   |
| ---- | ---------- | --- | ------------------------- | ----------------------- | ------------------------- |
| 26   | SR/P + 1.6 | 6   | JCB Research              | Trevor Taylor           | Lotus 30                  |
| 27   | SR/P + 1.6 | 12  | Maranello Concessionaires | Graham Hill Mike Parkes | Ferrari 365P2             |
| 28   | SR/P + 1.6 | 18  | Mill Garages              | Julian Sutton           | Attila Mk.7               |
| 29   | SR/P + 1.6 | 20  | Ford Advanced Vehicles    | Roy Salvadori           | Cooper T61M King Cobra    |
| 30   | GT + 2.0   | 29  | Peter Lumsden             | Peter Lumsden           | Jaguar E-Type Lightweight |

### Klassensieger
| Klasse     | Fahrer        | Fahrzeug              | Platzierung im Gesamtklassement |
| ---------- | ------------- | --------------------- | ------------------------------- |
| SR/P + 1.6 | Denny Hulme   | Brabham BT8           | Gesamtsieg                      |
| GT + 2.0   | John Whitmore | Shelby Cobra Roadster | Rang 4                          |

### Renndaten
- Gemeldet: 30
- Gestartet: 24
- Gewertet: 12
- Rennklassen: 2
- Zuschauer: unbekannt
- Wetter am Renntag: heiter
- Streckenlänge: 4,443 km
- Fahrzeit des Siegerteams: 4:03:01,400 Stunden
- Gesamtrunden des Siegerteams: 138
- Gesamtdistanz des Siegerteams: 613,189 km
- Siegerschnitt: 151,389 km/h
- Pole Position: John Surtees – Lola T70 Spyder (#1) – 1:36,600 = 165,592 km/h
- Schnellste Rennrunde: Bruce McLaren – McLaren Elva Mark I (#9) – 1:39,900 = 161,578 km/h
- Rennserie: 6. Lauf zur Sportwagen-Weltmeisterschaft 1965
- Rennserie: 3. Lauf zur Britischen Sportwagen-Meisterschaft 1965